# Jacques-Philippe Le Sueur

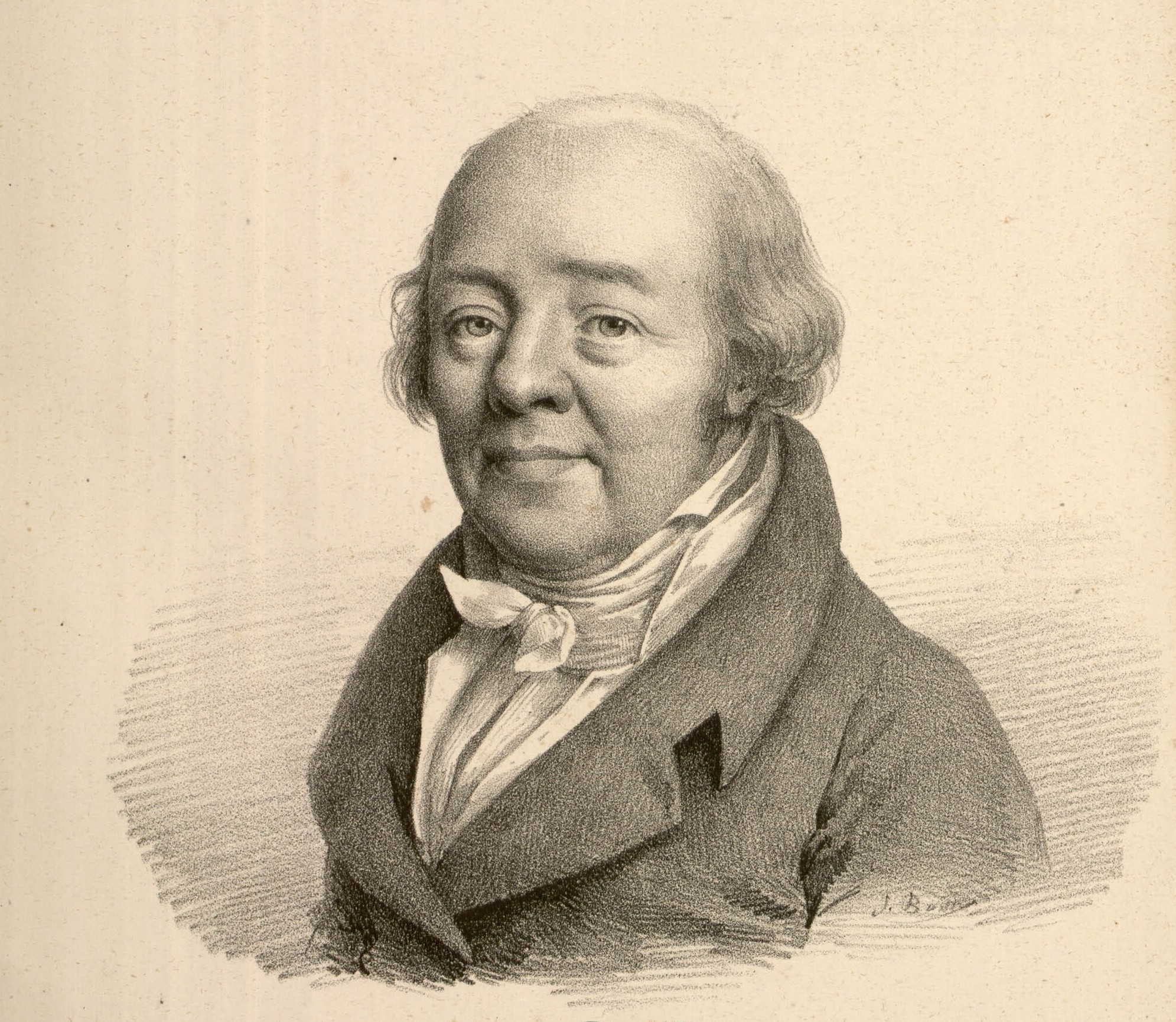
Jacques-Philippe Le Sueur, gestochen nach einer Zeichnung von Julien Léopold Boilly

Jacques-Philippe Le Sueur, auch Lesueur (* 24. März 1757 in Paris; † 4. Dezember 1830 ebenda), war ein französischer Bildhauer des Klassizismus.

## Leben

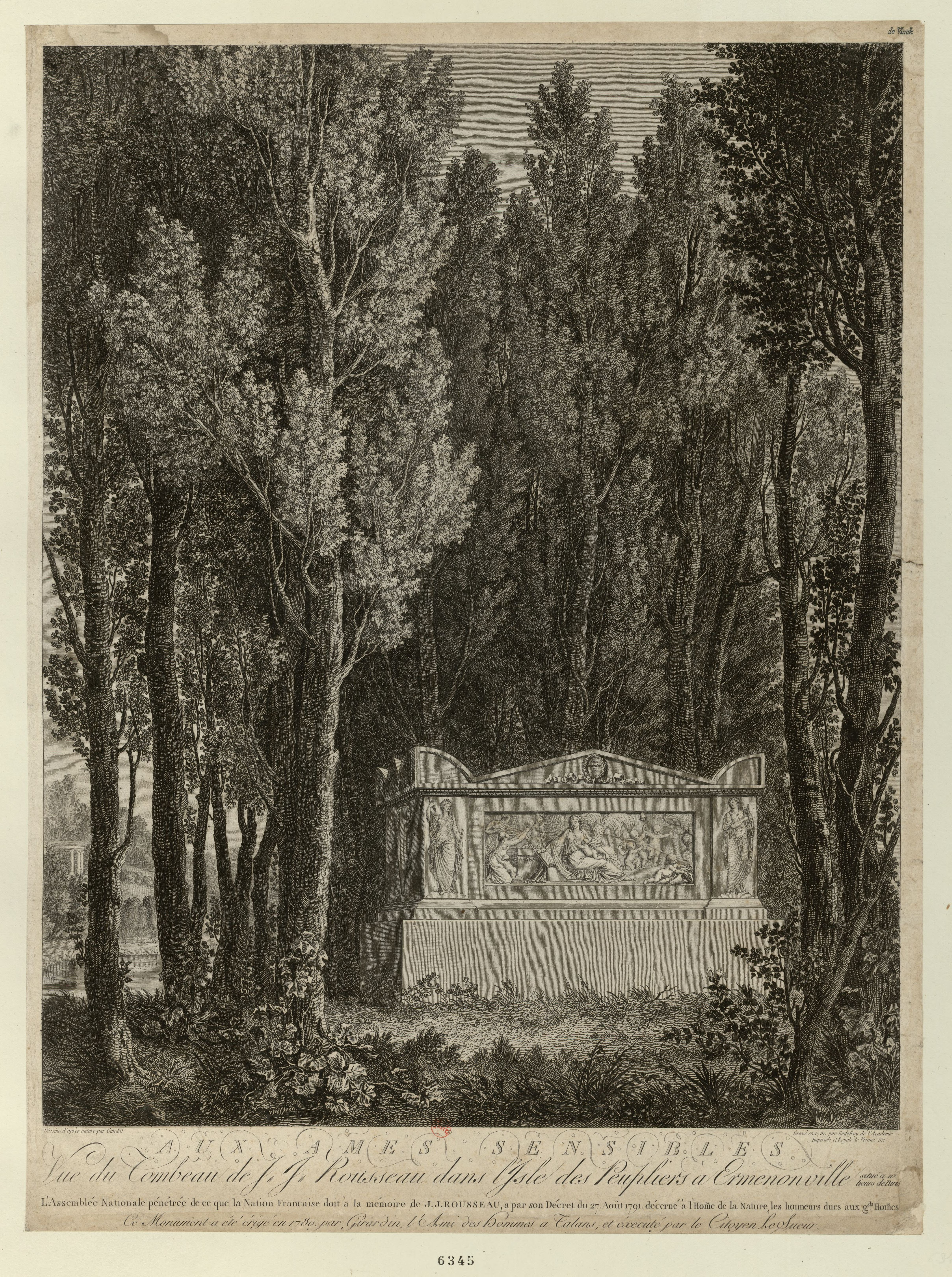
Grabmal von Jean-Jacques Rousseau auf der Pappelinsel (1778–1780), Stich (1781) von François Godefroy nach einer Vorlage von Joseph Gandat

Le Sueuer war ein Schüler des spanisch-französischen Bildhauers François-Joseph Duret (1729–1816) und besuchte die Académie royale de peinture et de sculpture in Paris. Seinen künstlerischen Durchbruch erzielte er in seinen frühen Zwanzigern, als ihn der Marquis René Louis de Girardin 1778 damit beauftragt hatte, nach einem Architekturentwurf von Hubert Robert einen römischen Sarkophag als Grabmal von Jean-Jacques Rousseau auf der Pappelinsel im Park von Ermenonville auszuführen. Für sein Basrelief David im Zelt des schlafenden Saul gewann er 1781 den Prix de Rome und konnte von 1781 bis 1785 als Stipendiat an der Académie de France à Rome studieren. Dort pflegte er insbesondere die Antikenrezeption. Ergebnis seiner Studien in dieser Zeit war die Kopie eines Kopfes der Niobe.
Zurück in Frankreich erhielt Le Sueuer anspruchsvolle Aufträge, vor allem zu Bauplastik für öffentliche Gebäude, darunter für mehrere Königsschlösser wie das Pariser Palais du Luxembourg. Dabei schuf er meist Reliefs. Er erhielt aber auch Privataufträge zu Einzelfiguren, Porträtbüsten, Figurengruppen und Grabmälern prominenter Persönlichkeiten. 1788 dekorierte er den Speisesaal des Schlosses Chantilly. Für das Schloss Saint-Cloud fertigte er zwei große Basreliefs aus Stein (Hippomenes und Atalante, Fest der Flora), die allerdings in einem Brand beschädigt und dann verkauft wurden. Das Peristyl des Panthéon dekorierte er ebenfalls mit einem Flachrelief.

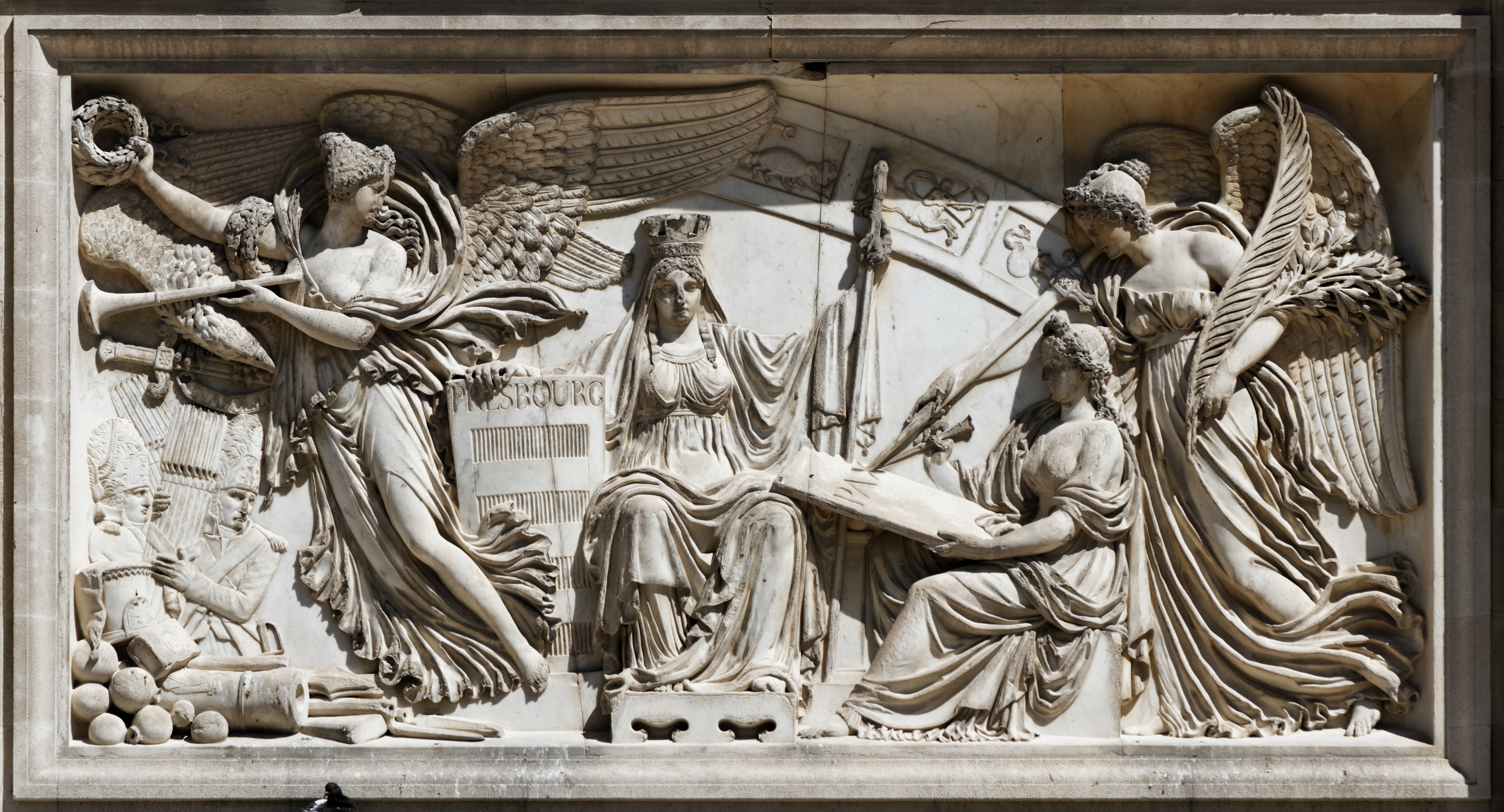
Relief Der Friede von Pressburg auf der Südseite des Arc de Triomphe du Carrousel

Die Französische Revolution unterbrach sein Schaffen ebenso wenig wie das Erste Kaiserreich und die Restauration. 1790 und 1791 konnte er sich an der Dekoration eines für die Fête de la Fédération auf dem Pariser Marsfeld errichteten Autel de la Patrie (‚Altar des Vaterlandes‘) beteiligen. Im Jahr II (1793/1794) wurde er in die Jury für die Vergabe von Kunstpreisen berufen. 1794 übernahm er den Auftrag zu einem Flachrelief der Freiheit für das Arsenal in Paris, einem Werk, das 1870 bei einem Brand zerstört wurde. Für die Fassade des Palais Bourbon entwarf er ein Basrelief der Kaiserkrönung Napoleons I., das er 1810 auf dem Salon de Paris zeigte und das heute verschollen ist. Am Arc de Triomphe du Carrousel hinterließ er eine Allegorie auf den Frieden von Pressburg. Für den Giebel am Südflügel des Cour carrée (Innenhof) des Palais du Louvre schuf er um 1813 das (heute nur noch in Fragmenten erhaltene) Relief Apollo belohnt die Wissenschaften und die Künste, dessen Terrakottaentwurf er 1814 im Salon präsentierte. Auf dem Salon 1822 zeigte er eine (heute verschollene) Büste des Malers Eustache Le Sueur, mit dem er möglicherweise verwandt war. Für den heutigen Pont de la Concorde beteiligte er sich mit der Figur des Vizeadmirals Pierre André de Suffren an einem Auftrag zu zwölf Statuen für mehrere Bildhauer. 1829/1830 wurden alle Statuen dort aufgestellt, doch aufgrund der zu hohen Last wurden sie 1836 in Versailles deponiert. Le Sueurs Entwurf befindet sich heute in der Sammlung des Louvre.
Le Sueur erwarb hohes Ansehen durch seine Basreliefs, in denen er klar individualisierte Figuren darstellte, die sich deutlich von einem ruhigen neutralen Hintergrund abheben. Schon bei seinem Grabmal für Rousseau (1780) richtete er in einer beinahe flächigen Darstellungsweise die Köpfe der Figuren nach dem Prinzip der Isokephalie aus, d. h. gleiche Kopfhöhe der Gestalten, die außerdem oftmals streng aneinander gereiht oder auch achsensymmetrisch angeordnet sind.
Le Sueur wurde 1816 Mitglied des Académie des Beaux-Arts, 1828 als Ritter der Ehrenlegion dekoriert.